# 克雷明纳
克雷明纳（羅馬化：Kreminna），又按俄语名译为克列缅纳亚（羅馬化：Kremennaya），是乌克兰東部盧甘斯克州北顿涅茨克区克雷明纳市镇内的城市及该市镇的行政中心，乌克兰行政区划改革前为克雷明納區的行政中心。該市距離首府卢甘斯克130公里，始建於1680年，面積15.72平方公里，海拔高度56米，2022年人口数量为18,116人。該市也是克拉斯納河的河口，在市內匯入頓涅茨河。
该市曾经有发达的采矿业，同时还有一家家具厂和一家手风琴工厂。

## 历史
该地最初于1680年成为定居点，并于1938年正式建市。
1943年12月，该市的第一个地方报纸成立。
在2014年顿巴斯战争中，该市受到了一定的波及，但最终仍被乌克兰实际控制。
2022年3月2日，在俄罗斯入侵乌克兰期间，该市市长弗拉基米尔·斯特鲁克被枪杀身亡。3月11日，该市的一家疗养院遭到炮击，造成50多名平民死亡。4月18日，俄罗斯和卢甘斯克人民共和国军队占领了该市。

## 图集

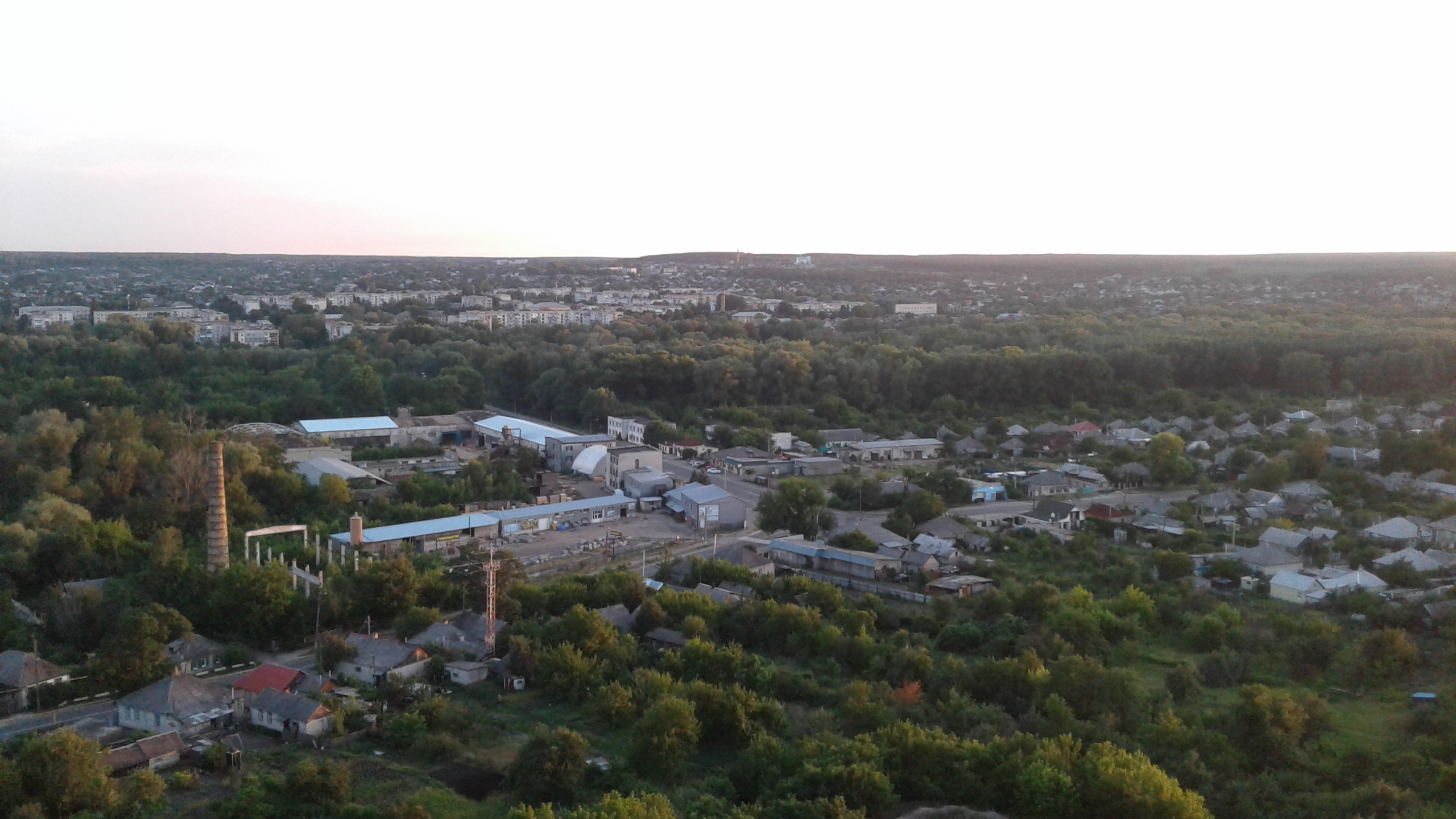
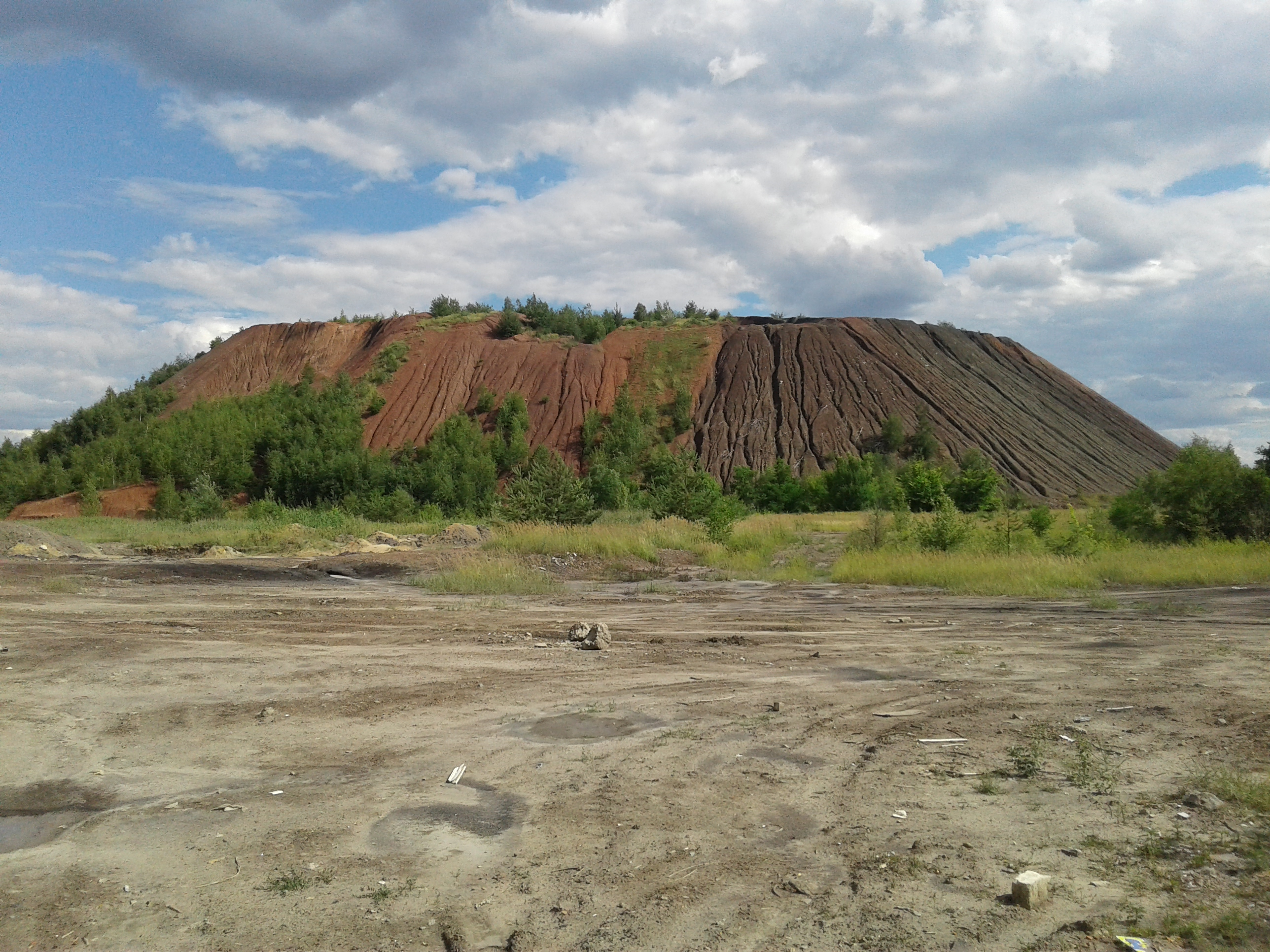